# Deilephila elpenorellus
Deilephila elpenorellus är en fjärilsart som beskrevs av Otto Staudinger och Hans Rebel 1901. Deilephila elpenorellus ingår i släktet Deilephila och familjen svärmare. Inga underarter finns listade i Catalogue of Life.